# Garbage In, Garbage Out
Garbage In, Garbage Out (wörtlich „Müll rein, Müll raus“) oder kurz GIGO ist eine Phrase für ein Konzept aus der Informatik.

## Konzept
GIGO besagt, dass ein Rechner mit hoher Wahrscheinlichkeit (aber nicht notwendigerweise) eine ungültige oder nicht aussagekräftige Ausgabe produziert, wenn die Eingabe ungültig oder nicht aussagekräftig ist.  Sie wird üblicherweise verwendet, um darauf hinzuweisen, dass Rechner nicht von sich aus korrekte bzw. aussagekräftige Eingaben von falschen bzw. nicht aussagekräftigen unterscheiden können. Entstanden ist der Begriff vermutlich als Verballhornung von First In – First Out (FIFO).
Der Begriff wird dem IBM-Programmierer und Ausbilder George Fuechsel zugeschrieben.

## Metaanalyse
Garbage In, Garbage Out beschreibt auch einen Vorwurf gegenüber der Metaanalyse, vor allem in ihrer Frühphase, wenn nämlich unterschiedslos „gute“ wie auch „schlechte“ Arbeiten in die Analyse eingehen und vermischt werden.